# باغبانان عليا
باغبانان عليا هي قرية في مقاطعة ميانة، إيران. عدد سكان هذه القرية هو 52 في سنة 2006.